# Cape Cod
Cape Cod (укр. Кейп Код, Сікаленко Максим Леонідович, нар. 31 травня 1986) — псевдонім українського музиканта, продюсера, діджея та автора пісень Максима Сікаленка, а також назва його електронного проєкту.

## Кар'єра
Проєкт був заснований наприкінці 2011 року. Назву обрано завдяки півострову Кейп-Код, що знаходиться на північному сході США і вважається одним з найтихіших місць на планеті.
Наприкінці 2013 року Максим познайомився та почав співпрацю з Костянтином Дмитрієвим (Constantine). Цього ж року розпочав роботу над першим повноцінним альбомом.
2015 року вийшов перший спільний сингл та відео на пісню «The One».
У березні 2016 року світ побачив другий сингл та відео на пісню «Erotica», режисером якого став Павло Кільдау.
17 червня 2016 року на лейблі Kiev House вийшов дебютний альбом за назвою «Cult», зведенням та мастерингом якого займався Stuart Hawkes (Disclosure, Емі Вайнгауз, Gorgon City, Джессі Вейр). Альбом мав схвальні відгуки та потрапив до списків найкращих українських альбомів року.
Того ж року вийшло відео на третій сингл з альбому «Bit Beach», який потрапив до списку «100 визначних кліпів за версією видання „Афіша“».
Восени 2016 року проєкт Cape Cod номінували одразу на дві премії — Jagermeister Indie Awards (номінація «Найкращий електронний артист року») та (A) Prize (номінація «Найкращий альбом року»).
На початку 2017 року Костянтин Дмитрієв (Constantine) припинив співпрацю з Cape Cod та почав сольну кар'єру.
У грудні 2017 року вийшов перший сингл з майбутнього другого альбому на пісню «I Don't Wanna Know», записаний у співпраці з американською співачкою Michaela Shiloh. Запис пісні відбувався на відстані, інструментальну частину записували у Києві, а вокал у Каліфорнії.
Влітку 2018 року презентований другий сингл «I'm Coming Home», гостьовим артистом на якому став ірландський вокаліст Richard Farrell.
28 вересня 2018 вийшов другий номерний альбом під назвою «Echoes». До запису 14 доріжок з релізу долучилися 7 вокалістів зі США, Великої Британії та Ірландії. Лейтмотивом альбому стала спроба вирватися з потоку інформаційного шуму. У день прем'єри було запущено квест, під час якого низка київських закладів цілий тиждень транслювала в себе альбом від початку до кінця, після чого пропонувала відвідувачам написати свій відгук в закладі. Альбом одержав схвальні відгуки та вдруге потрапив до списків найкращих українських релізів 2018 року.
Восени 2018 року Cape Cod переміг у Jager Music Awards в номінації «Електроніка року».
5 червня 2019 року вийшла коллаборація Cape Cod та відомої української співачки кримськотатарського пожодження Джамали за назвою «Крок».
У вересні 2019 року пісня «Sunsay» з другого номерного альбому стала саундтреком до американського серіалу «Беверлі-Гіллз, 90210»..

## Дискографія

### Альбоми
- 2016: Cult
- 2018: Echoes

### Сингли
- 2013: Put U Down / We Don't Have To
- 2013: Let Me Drown / Catalunya
- 2013: Feeling Free (feat. Cream Soda)
- 2015: Holding On
- 2019: Крок (разом з Джамала)
- 2021: Летіти
- 2022: Час
- 2022: Ностальгія

### EP
- 2014: Tell Me You Have No Time For Love

## Кліпи
| Рік  | Назва                                         | Режисер           |
| ---- | --------------------------------------------- | ----------------- |
| 2015 | The One (feat. Constantine)                   | Клим Денісов      |
| 2016 | Erotica (feat. Constantine)                   | Павло Кільдау     |
| 2016 | Feel This Way (feat. Constantine, Mr. Shapes) | Максим Сікаленко  |
| 2016 | Bit Beach (feat. Constantine)                 | Павло Кільдау     |
| 2017 | I Don't Wanna Know (feat. Mickey Shiloh)      | Тарас Голубков    |
| 2019 | Крок (разом з Джамала)                        | Олексій Дивисенко |
| 2021 | Летіти                                        | Сергій Мисак      |
| 2022 | Час                                           | Максим Сікаленко  |
| 2022 | Ностальгія                                    | Ігор Фінашкін     |

## Нагороди та номінації
- 2016. Jagermeister Indie Awards. Номінація «Електронний проект року».
- 2016. (A) Prize. Номінація «Альбом року»
- 2018. Jager Music Awards. Перемога у номінації «Електроніка року».